# 射鵰英雄傳 (1977年電影)
《射鵰英雄傳》是1977年邵氏電影公司出品，張徹執導的電影。改編自金庸著名武俠小說《射鵰英雄傳》。有《射鵰英雄傳續集》及《射鵰英雄傳第三集》兩部續篇。

## 劇情
劇情以原作故事為主幹，自郭靖與黃蓉結識至桃花島求親。其間穿插楊康認賊作父的經過及郭靖與歐陽克結下之恩怨等。 

## 演員
| 角色名稱 | 演員   | 備註                       |
| -------- | ------ | -------------------------- |
| 郭靖     | 傅聲   | 男主角                     |
| 黃蓉     | 恬妞   | 女主角                     |
| 黃藥師   | 顧冠忠 | 東邪                       |
| 梅超風   | 余海倫 | 東邪三弟子，陳玄風戀人     |
| 陳玄風   | 王慶良 | 東邪二弟子，梅超風戀人     |
| 陸乘風   | 葉天行 | 東邪四弟子，陸冠英之子     |
| 歐陽鋒   | 王龍威 | 西毒                       |
| 歐陽克   | 李修賢 | 西毒歐陽鋒之侄             |
| 段智興   | 狄龍   | 南帝                       |
| 洪七公   | 谷峰   | 北丐                       |
| 周伯通   | 郭追   | 郭靖結義兄弟               |
| 丘處機   | 楊爾秋 | 全真七子                   |
| 王處一   | 李少華 | 全真七子                   |
| 楊康     | 李藝民 | 楊過之父                   |
| 柯鎮惡   | 蔡弘   | 江南七怪                   |
| 朱聰     | 林輝煌 | 江南七怪                   |
| 韓寶駒   | 羅坤霖 | 江南七怪                   |
| 南希仁   | 陸劍明 | 江南七怪                   |
| 張阿生   | 儲陸峰 | 江南七怪                   |
| 全金發   | 趙中興 | 江南七怪                   |
| 韓小瑩   | 周潔   | 江南七怪                   |
| 郭嘯天   | 唐炎燦 | 郭靖之父                   |
| 李萍     | 祝菁   | 郭靖之母                   |
| 楊鐵心   | 凃吉龍 | 楊康之父                   |
| 包惜弱   | 劉慧玲 | 楊康之母                   |
| 穆念慈   | 惠英紅 | 楊過之母                   |
| 完顏洪烈 | 于榮   | 楊康之養父                 |
| 梁子翁   | 樊梅生 | 別名參仙老怪，完顏洪烈幫兇 |
| 靈智上人 | 詹森   | 完顏洪烈幫兇               |
| 沙通天   | 孫樹培 | 完顏洪烈幫兇               |
|          | 陳思佳 | 白駝山弟子                 |
|          | 曾楚霖 | 店小二                     |
|          | 王憾塵 | 店小二                     |
|          | 張作舟 | 掌櫃                       |
|          | 馮敬文 |                            |
|          | 王力   | 趙王府侍衛                 |
|          | 周堅平 | 趙王府侍衛                 |
|          | 韋白   | 歸雲莊弟子                 |
|          | 江生   | 桃花島啞僕                 |

## 備註
1. ↑  香港電影票房 1977 〔華語電影〕，〈香港電影票房全紀錄〉

## 外部連結
- 開眼電影網上《射鵰英雄傳》的資料（繁體中文）
- 香港影庫上《射鵰英雄傳》的資料（繁體中文）
- 豆瓣电影上《射鵰英雄傳》的資料 （简体中文）
- 时光网上《射鵰英雄傳》的資料（简体中文）
- AllMovie上《射鵰英雄傳》的资料（英文）
- 爛番茄上《射鵰英雄傳》的資料（英文）
- 互联网电影数据库（IMDb）上《射鵰英雄傳》的资料（英文）